# Tangerin
A tangerin (Citrus tangerina) narancsszínű citrusféle, a mandarin egy fajtája. Az angol tangerine szót magyar szótárak rendszerint „mandarinnak” fordítják. Több országban a mandarin és a tangerin szavak szinonimák, azonban a jóval sötétebb narancssárga színű gyümölcsöt tangerinnek kellene nevezni. A Magyar Élelmiszerkönyv a tangerint a „citrusgyümölcsökön” belül a „mandarinfélék” közé sorolja.

## Jellemzői
A gyümölcs kisebb és kevésbé kerek formájú, mint a narancs, íze édesebb és erőteljesebb. Héja sötét narancssárga színű, vékony, keserű mezokarpiumot alig tartalmaz.